# دیولیا
دیولیا (به لاتین: Dyulya) یک منطقهٔ مسکونی در بلغارستان است که در روپچا واقع شده‌است.